# Альваро (граф Урхеля)
Альваро Кастилец (кат. Àlvar el Castellà; 1239 — 1267, Фуа) — граф Урхеля и виконт Ажера из рода Кабрера.

## Биография
Родился в марте 1239 года. Третий сын Понса Урхельского (ум. 1243) и Марии Гонсалес Хирон. Первонаачально носил имя Родриго, но в 1253 году сменил его на Альваро.
Наследовал отцу и старшему брату Эрменголу IX, умершим в один год с разницей в несколько дней. До 1256 года жил с матерью в Кастилии, отсюда прозвище el Castellà. Находился под опекой Хайме де Серверы.
В 1253 году женился на Констанце де Монкада (р.1235), дочери сенешаля Пере де Монкада. После возвращения в Урхель влюбился в Сесиль де Фуа, сестру графа Роже IV де Фуа, и объявил о разводе с женой и женитьбе на возлюбленной.
Это привело к войне с родом Монкада. Альваро поддержала каталонская знать, его противников — духовенство и арагонский король Хайме I. Война с переменным успехом продолжалась с перерывами до 1267 года. Альваро потерпел поражение и бежал в Фуа, где вскоре умер. Графство Урхель захватил Хайме I Арагонский.
По другой версии, развода не было, и Альваро женился на Сесиль де Фуа после того, как его первая жена умерла в возрасте около 20 лет. Не желая усиления рода Фуа, Хайме I Арагонский стал искать повод, чтобы захватить Урхель, и в 1267 году изгнал Альваро из графства. Его сын Эрменгол X после смерти Хайме I восстановил свои наследственные права.

## Семья
От Констанцы де Монкада — дочь:
- Леонора (умерла в 1265 при родах), жена барона Санчо де Антильона. Их внучка Тереза де Энтенса в 1314 году унаследовала Урхель.

От Сесиль де Фуа — трое детей:
- Эрменгол X (1260—1314), граф Урхеля
- Альваро II (ум. 1299), виконт Ажера и Кастельбона
- Сесиль, жена Жофре IV, виконта Рокаберти.